# 夜光杯
夜光杯（やこうはい）は、玉で作られた杯であり、中国甘粛省酒泉の特産の一つである。

## 概要
東方朔の『海内十洲記』の中の「鳳麟洲」の記載に以下のようにある。
周穆王の時、西胡が、昆吾割玉刀と夜光常満杯を献上してきた。刀の長さは一尺であり、杯は、三升が入る大きさであった。刀が玉を切るときには、泥を切るようであり、杯は伯玉の精であり、光は明るく夜を照らすようであった。
この資料から、西周の時に既に、夜光杯が中国の政権に対する献上品であった歴史があることがわかる。ただ、この時期は、ホータンの玉で夜光杯を制作しており、長安や洛陽の地に遠く運ばれていた。
後に、輸送中に玉杯が簡単に壊れるため、ホータンの玉を酒泉に運び、そこで夜光杯に加工し、そこから、輸送することにした。さらに後に、ホータンの玉が出なくなったので、祁連山で取れる酒泉の玉を使って、夜光杯を制作するようになった。
酒泉玉は、その色によって、墨玉、碧玉、黄玉に分類され、どれもが、夜光杯の制作に使用される。夜光杯の紋様は、天然に形成されたものである。その墨黒は漆の如く、碧緑は翠の如く、白きは、羊脂の如し、と言われている。どれもが、高温や低温に耐える特徴をもっており、お燗をした酒を入れても、冷酒を入れても壊れることがない。
夜、杯に酒を満たして、月光の下でそれをすかすと杯に光があることから、夜光杯と呼ばれるようになった。
夜光杯が広く人々に知られるようになったのは、唐代に活躍した王翰の「涼州詞」によってである。
作家陳舜臣は、小説「挙げよ夜光杯」で、夜光杯を作る職人の姿を描いている。